# Масові партії
Масові партії (партії масової мобілізації, англ. mass-based parties) — термін, запропонований Дюверже для характеристики партій зовнішнього походження. Вебер називав масовий тип партії «дітьми демократії», продуктом загального виборчого права і необхідності залучення та організації мас на виборах.

## Ключові характеристики
Масові партії, на відміну від кадрових зорієнтовані на вербування членів, а не на мобілізацію виборців. Характеризуються жорсткою ієрархізованою структурою, постійним апаратом із оплачуваними функціонерами, які повністю присвячують весь свій час адмініструванню. Ґрунтуються на сильній «культурі участі», вимагають від своїх членів пристрасності й лояльності. Саме в масових партіях поступово виробився «набір технологій» (за висловом Оферле) для формування та підтримки серед членів партії високого почуття гордості за приналежність до партії і відданість її ідеям (підготовка і залучення до роботи, пропагандистські кампанії, агітація, підкреслена ритуалізація з'їздів, свят тощо).
На думку Дюверже, цей другий тип прихильницької організації в основному трапляється серед робітничих партій. Це пояснюється тим, що робітники знаходяться на нижчому суспільному щаблі, який характеризував у другій половині XIX ст. знедолені групи і який примушував їх об'єднуватися в сильні організації, щоб протистояти «природній» гегемонії заможних. Різниця між цими двома класифікаціями є не абсолютною і критерії ці бувають дуже близькими. Можлива ситуація, що партія мобілізує невеликий відсоток своїх виборців, але не має розвиненої організаційної структури, як у типових масових партіях — наприклад, Японська соціалістична партія.
Таким чином, говорячи про масові партії, ми не можемо оперувати лише кількістю формальних членів партії, слід вести мову про чисельність партійних активістів та про організаційну структуру партії. Партії, які спираються на систему організованих місцевих осередків, є масовими партіями, а партії, в яких немає сталих і виразно визначених місцевих осередків, є кадровими партіями. У багатьох кадрових партіях існують платні партійні функціонери, хоча вони є визначальною рисою не лише цього типу партій. Для кадрових партій важливим є співвідношення між кількістю членів партії та кількістю виборців.
Для масових партій важливою є її організаційна структура. Незважаючи на спільність походження, у своєму розвитку масові партії змогли набути найрізноманітніших форм. Тут можна розрізняти три основні моделі масових партій, які мають свої специфічні особливості: соціал-демократична, комуністична або ленінська і фашистська. До них можна віднести також деякі християнсько-демократичні партії (т. зв. народні партії). Неробітничі партії рідко коли мають структуру масових партій. Більшість партій мають кадровий характер. Однак, потреби масової демократизації, зумовлені активізацією широких соціальних верств, змушують всі політичні партії вдосконалювати свою організаційну структуру, щоб мати можливість контролювати і постійно впливати на найбільшу кількість членів партії.

## Виникнення в Європі
Масові партії, маючи значну суспільну підтримку, опанували виборчий ринок, стабілізуючи партійну систему. Поява масової партії, стверджує Сарторі, стала «критичним чинником, який змінює природу партійної системи і спричиняє структурну її консолідацію». Початок цього етапу в Європі припадає на 1860—1880 рр. Перехід цей від попереднього етапу є поступовим, а тому важко окреслити чітко його межі. Перші сучасні масові партії — це консервативна та ліберальна партії Великої Британії (Див. Торі та віги) та соціал-демократичні партії континентальної Європи. Приблизно в цей же час розпочинається III етап формування політичних партій США та Австралії. В інших державах його початок збігається з початком XX ст. У той час стирається виразна різниця між британськими політичними партіями та політичними партіями континентальної Європи.

## Історичні періоди розвитку
Перший — до 1917 р. Відбувається організаційне оформлення сучасних політичних партій і одночасно поява поряд із існуючими аристократично-буржуазними нових масових партій — соціал-демократичних.
Другий — до закінчення Другої світової війни. Виникають комуністичні, а також фашистські партії, що зумовило істотні зміни в міжпартійних стосунках.
Третій — до сучасних днів. Характеризується появою партій у країнах, що визволилися від колоніального гніту, формуваням реальної багатопартійної системи в країнах Східної Європи та колишнього Радянського Союзу, а відтак домінуванням масових політичних партій по цілому світу.